# 933-й зенитный ракетный полк
933-й зенитный ракетный Верхнеднепровский Краснознамённый, ордена Александра Невского полк — тактическое формирование Сухопутных войск СССР и Сухопутных войск Российской Федерации.
Условное наименование — Войсковая часть № 15269 (в/ч 15269). Сокращённое наименование — 933 зрп.
Дислоцируется в г. Миллерово Ростовской области. Находится в составе 150-й мотострелковой дивизии.

## История
Полк ведёт историю с 1942 года когда был сформирован 1273-й зенитный пулемётный полк. Полк в годы Великой Отечественной войны прошёл с боями от Смоленска до Берлина. Закончил войну как 1273-й зенитный артиллерийский Верхнеднепровский Краснознамённый, ордена Александра Невского полк.
После окончания войны дислоцировался на территории ГДР в городе Бург в составе 12-й гвардейской танковой дивизии 3-й общевойсковой армии ГСВГ.
В 1962 году он был переименован в 933-й зенитный артиллерийский полк, а в 1972 году стал зенитным ракетным. Распад СССР полк встретил с номером 481.
В 1991 году 481-й зенитный ракетный полк был выведен из Германии в Северо-Кавказский военный округ, на летнюю базу Владикавказского общевойскового училища недалеко от станицы Архонская, в состав 19-й мотострелковой дивизии. Позднее полк дислоцировался на территории бывшего Владикавказского общевойскового училища г. Владикавказ.
Впоследствии полк был расформирован в 2010 году. Боевой знамя полка было помещено в Центральных архив Министерства обороны РФ.
Заново полк сформирован в 2017 году и вошёл в состав 150-й мотострелковой дивизии 8-й гвардейской общевойсковой армии Южного военного округа с дислокацией в городе Миллерово.

## Вооружение
С 1972 года на вооружении полка стоял комплекс 2К12 «Куб», с которым полк вывелся из ГДР в июле 1991 года.
На вооружении полка стоят зенитные ракетные комплексы малой дальности Тор-М2У.

## Награды
- Орден Красного Знамени
- Орден Александра Невского

## Почётные наименования
933-му зенитному ракетному Краснознамённому, ордена Александра Невского полку в целях сохранения славных воинских исторических традиций, воспитания военнослужащих в духе преданности Отечеству и верности воинскому долгу Указом Президента Российской Федерации № 390 от 30 июня 2018 года присвоено почётное наименование «Верхнеднепровский».

## Галерея

Боевое слаживание расчётов ЗРС Тор-М2У 31 января 2018
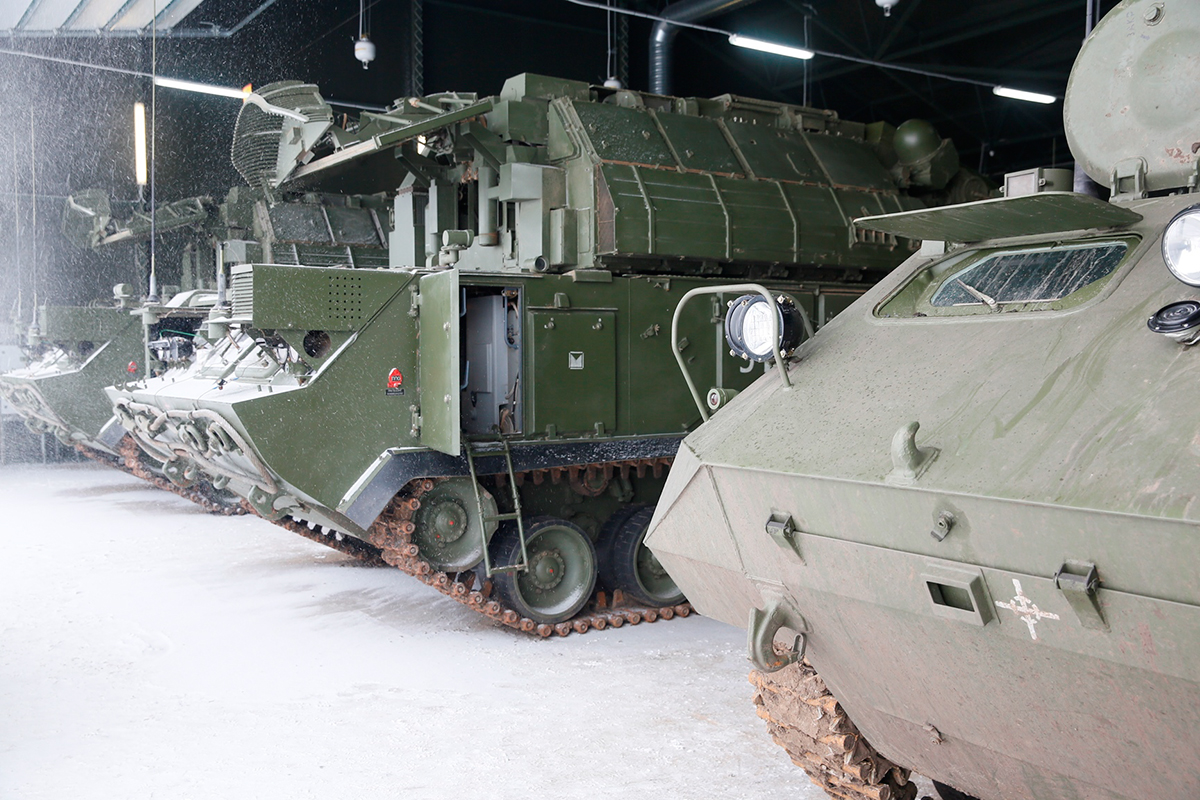
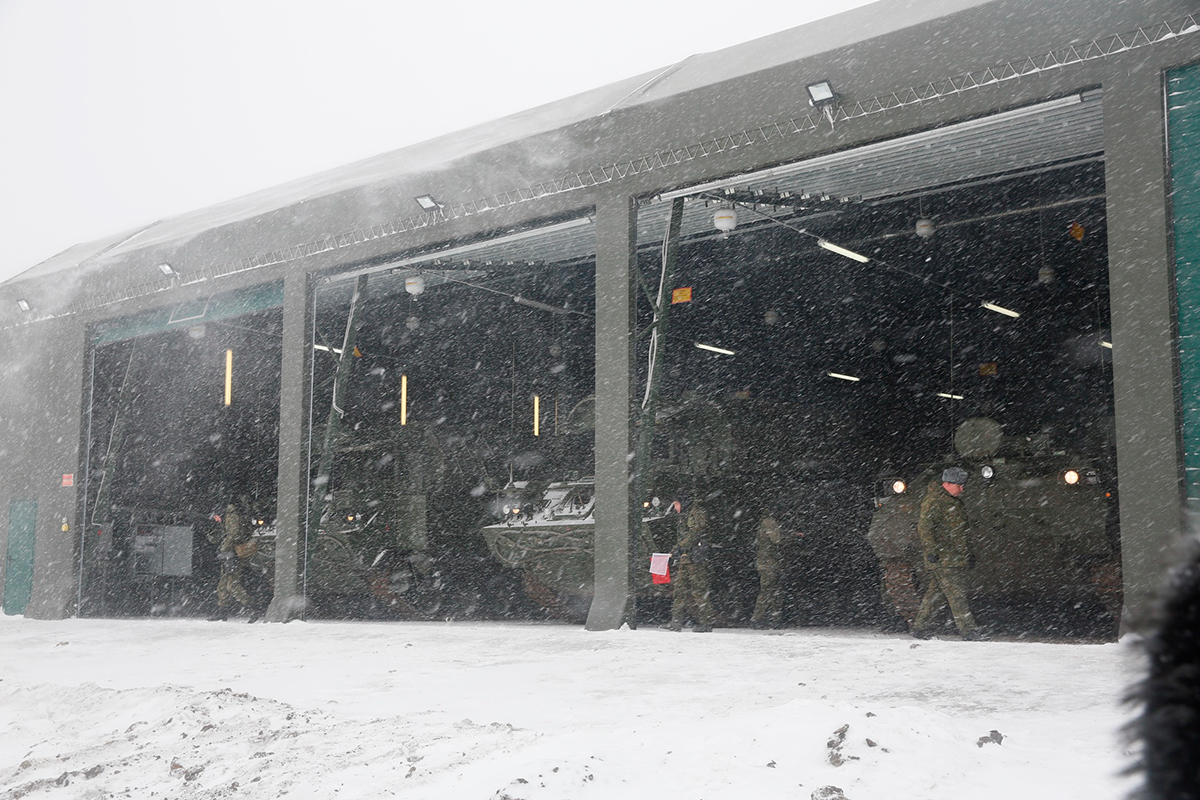
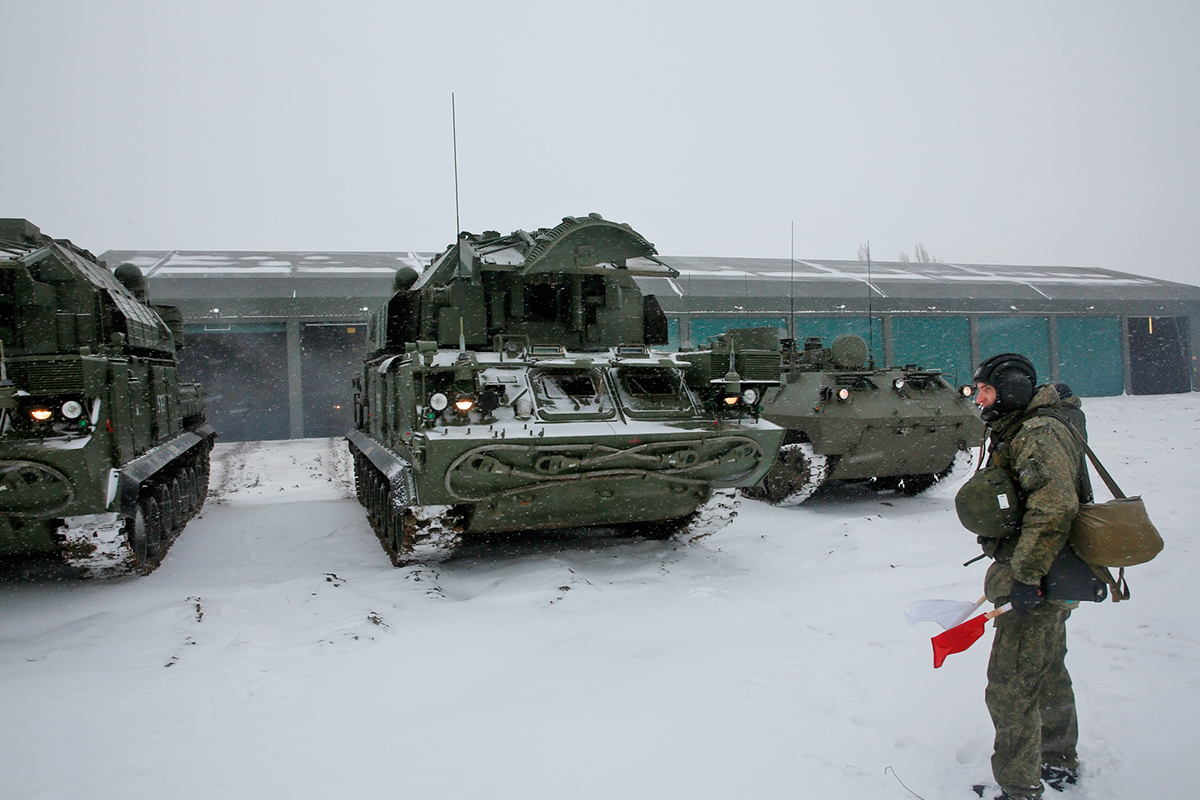
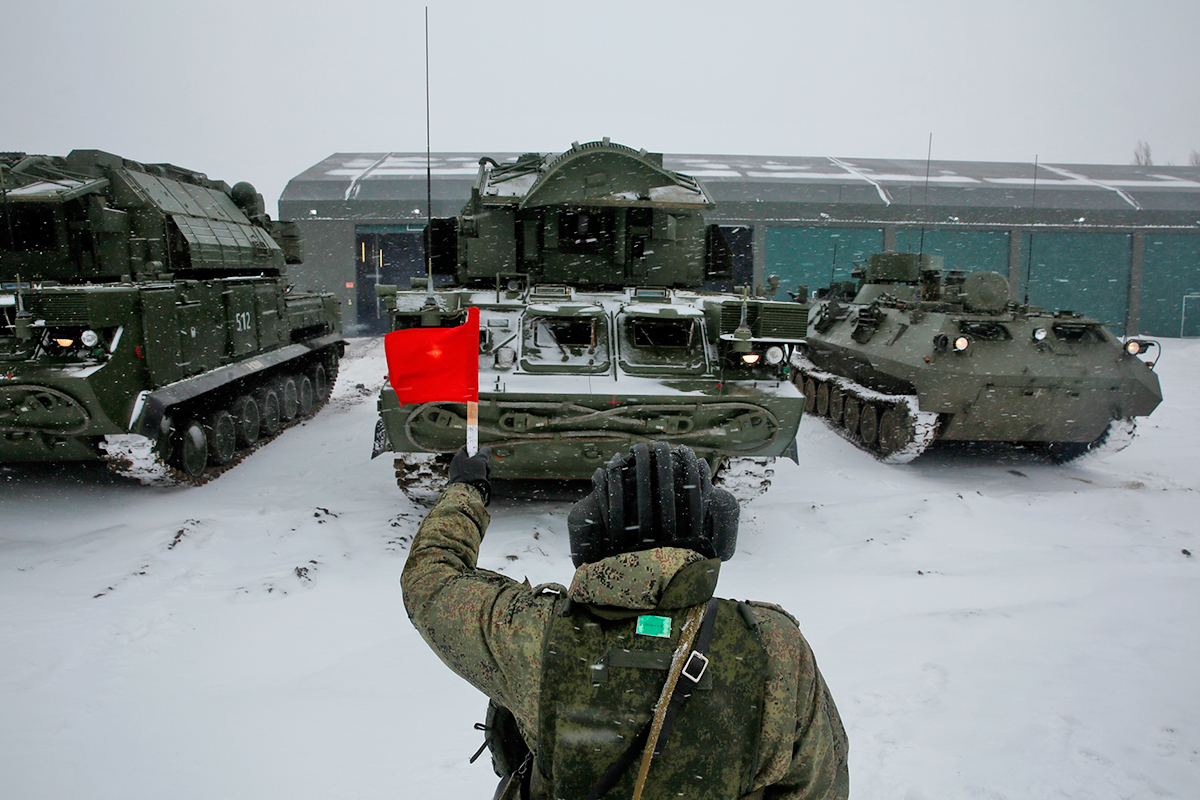
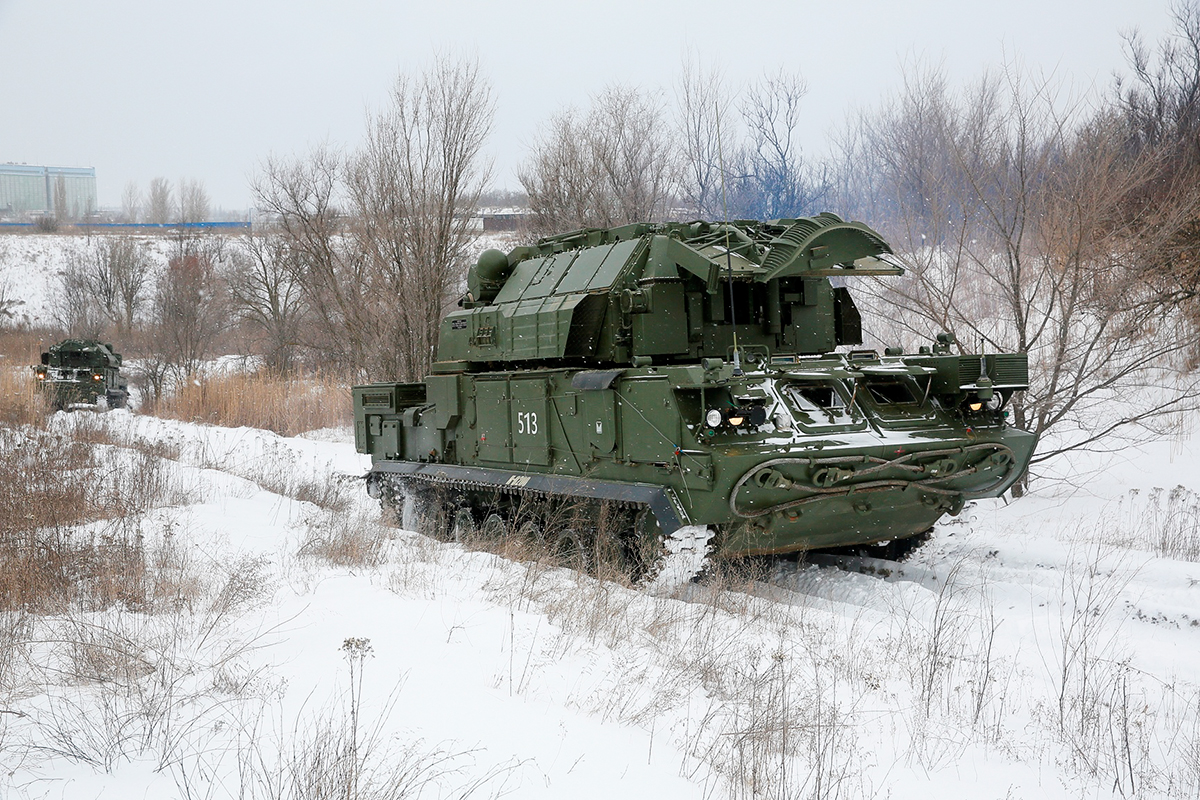
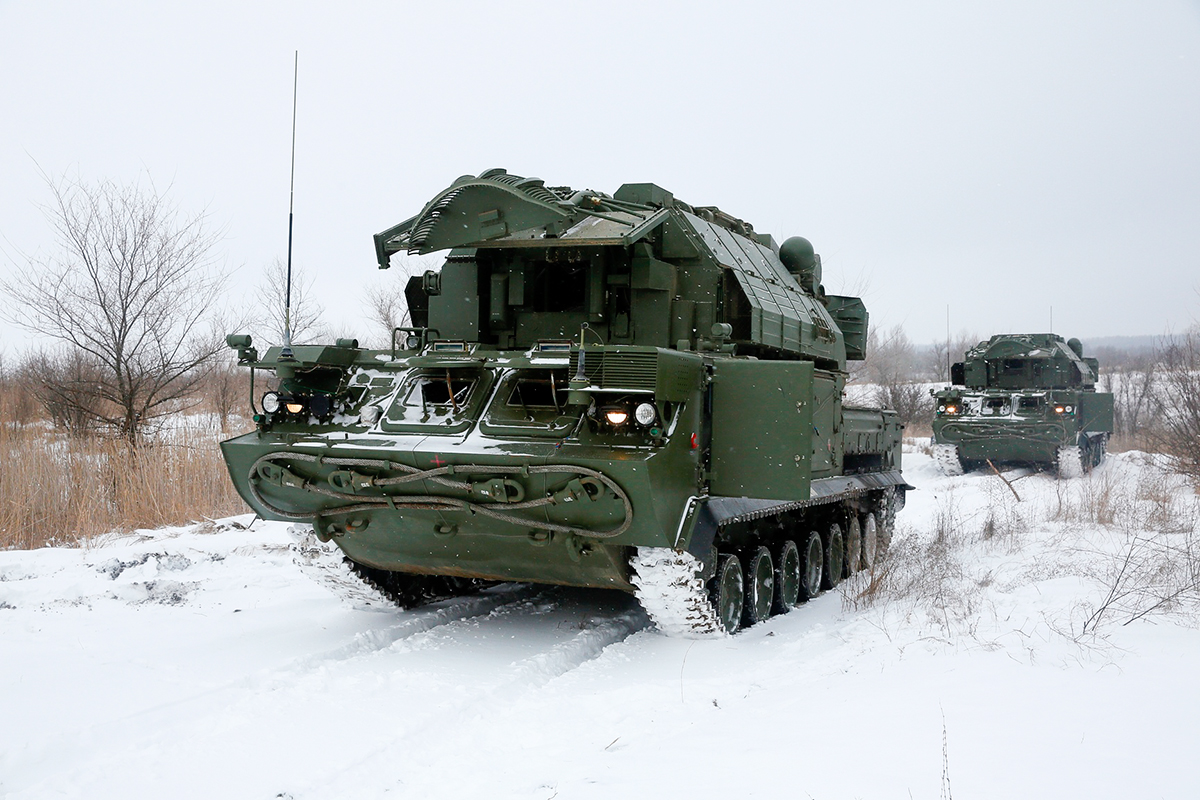
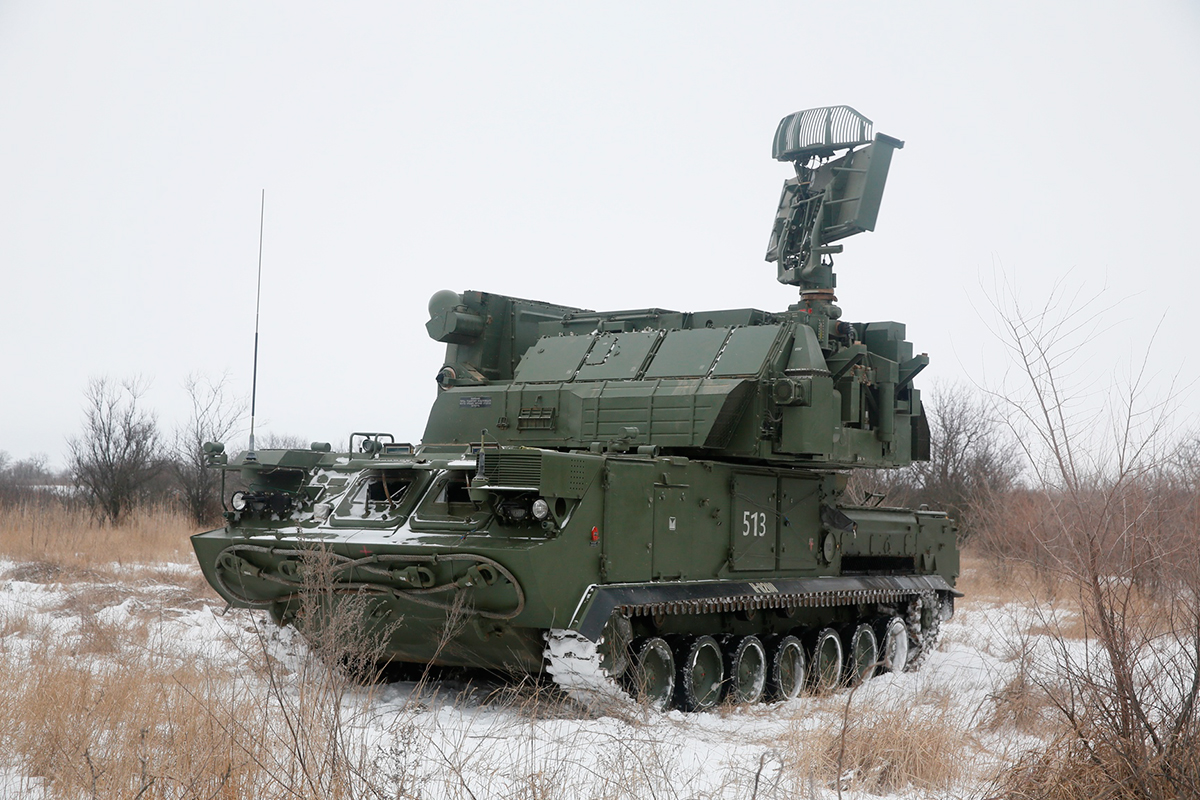